# Pál Kovács
Pál Ádám Kovács  (n. 17 iulie 1912, Debrețin, Ungaria – d. 8 iulie 1995, Budapesta, Ungaria) a fost un sportiv maghiar care a practicat mai întâi alergarea de garduri, apoi scrima. La acest sport a fost unul dintre cei mai titrați sportivi cu șase medalii de aur olimpice, inclusiv una la individual, și opt zece medalii de aur mondiale, inclusiv trei la individual.
În anul 1969 a fost ales membru comitetului executiv și membru de onoare al Federației Internaționale de Scrimă. Și-a încetat activitatea de conducător sportiv în 1989, dată la care a fost numit prim-vicepreședintele de onoare al FIE.
Este tatăl sabrerilor Attila Kovács și Tamás Kovács.